# Andrônico III de Trebizonda
Andrônico III de Trebizonda (1310 –  8  de janeiro de 1332) foi um monarca do Império de Trebizonda que reinou entre 1330 e 1332. Foi antecedido no trono por Aleixo II e sucedido por Manuel II.